# 肖格倫灣

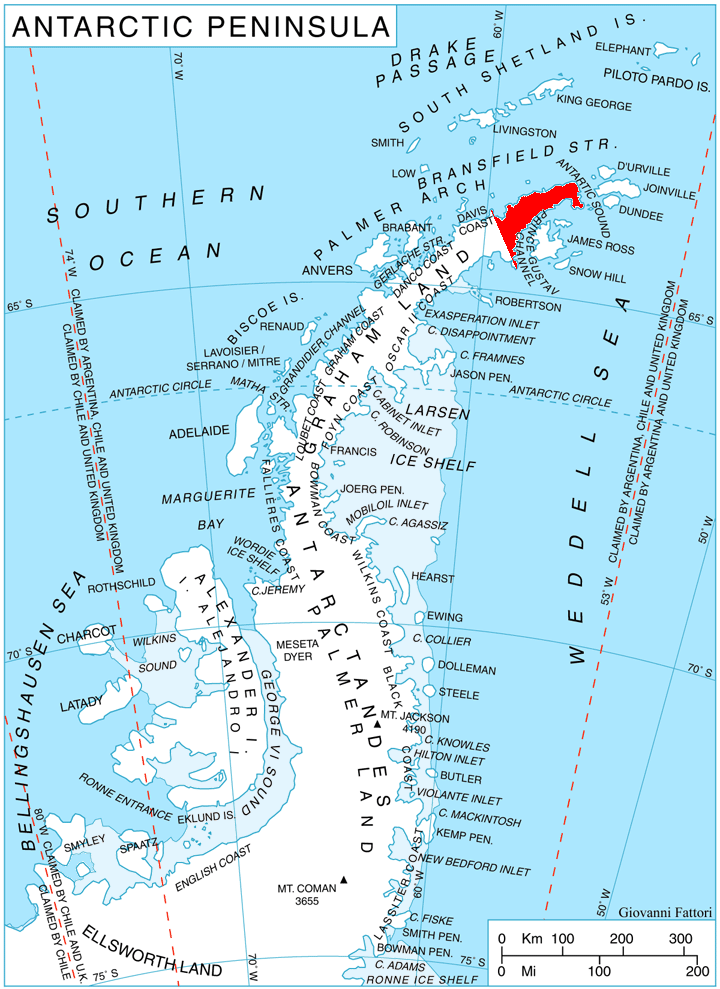

肖格倫灣（英語：Sjögren Inlet），是南極洲的海灣，位於葛拉漢地的特里尼蒂半島，長約17公里，該海灣取名自肖格倫冰川，現時由南極條約體系管理。

## 外部連結
- SCAR Composite Antarctic Gazetteer（页面存档备份，存于）.

64°14′S 59°00′W / 64.233°S 59.000°W